# Severino Casana
Severino Ignazio Elleno Maria, Conte dei Baroni Casana (meglio noto come Severino Casana; Torino, 23 ottobre 1842 – Montalto Dora, 19 ottobre 1912) è stato un ingegnere e politico italiano, sindaco di Torino dal 1898 al 1902, deputato dal 1886 al 1897, senatore dal 1898 al 1912, ministro della Guerra dal 1907 al 1909 e vicepresidente del Senato nel 1912.

## Biografia
Figlio del banchiere torinese Alessandro (nominato barone nel 1853) e di Teresa Cobianchi, sorella dell'industriale Lorenzo.

### Gli studi e la vita privata
Nel 1863 si laureò in ingegneria civile, successivamente lavorò presso la Società delle Ferrovie Meridionali dal 1865 al 1868, quando aprì uno studio professionale di ingegnere e architetto. Dal 1875 al 1881 fu assistente alla cattedra di architettura della Scuola di Applicazione per Ingegneri di Torino (l'attuale Politecnico di Torino); nel 1881 fu nominato docente (sempre di architettura), incarico che conservò fino al 1891. Fu uno dei massimi esperti europei di questioni ferroviarie del suo tempo.
Nel 1873 sposò Teresa Giovanna Maria Cristina Ceriana, figlia del banchiere Vincenzo Ceriana.
Alla morte dello zio Lorenzo, nel 1881, ereditò insieme al fratello Ernesto i cotonifici di Intra e la cartiera di Possaccio. Dal 1885 fu proprietario della villa e del castello di Montalto Dora, che fece restaurare a partire dal 1890 secondo il progetto dell'architetto e archeologo Alfredo d'Andrade.
Cavaliere dell'Ordine della Corona d'Italia, nel 1911 fu insignito dal Re del titolo di Conte (per maschi primogeniti) e Nobile dei Baroni (per maschi e femmine).

### La carriera politica
Consigliere comunale di Torino dal 1883, nello stesso anno fu nominato assessore allo stato civile ed ai cimiteri nello stesso anno e fu sindaco della città dal 1898 al 1902, succedendo a Melchiorre Voli.
Fu deputato per il collegio di Pallanza per cinque legislature (XVI-XX), dal 1886 al 1898. Nel 1898, divenuto sindaco di Torino, lasciò la Camera dei deputati ma non il Parlamento, poiché il 1º maggio 1898 fu nominato senatore. Membro della commissione parlamentare d'inchiesta sull'esercito, fu ministro della Guerra dal 1907 al 1909 nel governo Giolitti, avendo sostituito il generale Viganò. Nella storia del Regno d'Italia fu il primo ministro della guerra non appartenente all'esercito.